# Abatida
En el ámbito militar, se llama abatida a un atrincheramiento hecho con árboles enteros que se cortan por el pie y se amontonan unos sobre otros con las ramas hacia fuera.
Si hubiese bastante número y tiempo para derribar los necesarios se pueden poner algunos, atravesados para mejor entrelazar las ramas de los unos con los otros, haciendo la separación más difícil y un abrigo más seguro y más elevado con los troncos transversales; cuyo peso sirve también para asegurar los que están debajo.
Si las circunstancias no permiten dar a este atrincheramiento toda la solidez que puede llegar a alcanzar, no se hace más que amontonar los árboles; pero cuando hay lugar se ponen primero grandes troncos o vigas tendidos a lo largo, se hacen en ellos mortajas a muescas muy inmediatas y se colocan allí los árboles atándolos uno a otro con ramas flexibles o cuerdas sujetas a estacas, bien metidas y firmes en la tierra; o si la abatida no es de mucha extensión, con ramas retorcidas o cadenas de hierro. Se ordenan y entrelazan sus ramas y se las corta en pinta sin deshojarlas, quitando solamente las más chicas que impidan de ver al enemigo; se hace detrás una trinchera o pequeño foso cuya tierra puede echarse entre los troncos y encima, para mejor asegurarlos pues arrojada al otro lado no tendría ninguna utilidad. Este foso destinado solamente a poner el soldado un poco más a cubierto, no debe ser ni muy hondo ni muy ancho: pues en general pie y medio de profundidad y dos de longitud son suficientes; bien que la primera debe arreglarse por elevación de las ramas. Es conveniente que el soldado esté un poco bajo, porque de ordinario los tiros van altos y como el asaltante: no ve a cierta distancia a los que defienden por lo común horizontalmente. Los árboles pueden entrelazarse con espinos como dice César que hacían los nervienses, y como hizo él mismo para cubrir sus flancos contra los Morins cuando los persiguió por sus bosques.

## La abatida entre los antiguos
Vamos a explicar cómo se construye esta especie de atrincheramiento, según uno de los métodos de César y del que hizo uso en el sitio de Alexia, pues parece superior cuando el tiempo y las circunstancias permitan emplearlo. Cavó debajo de la línea de circunvalación cinco fosos paralelos profundos de cinco pies romanos o cuatro pies, seis pulgadas y siete líneas. No nos dice cual era el ancho, pero debía sin duda ser tal que las ramas de los árboles que hizo poner allí, presentasen sus puntas bajo el ángulo más favorable; tendrían cinco o seis pies. Folar refuta con razón a Justo Lipsio y a Vigenero que creyeron que estos árboles estaban plantados verticalmente, pues no hubieran hecho ni con mucho tan buena defensa; y se puede creer, sin temor de error que el general romano les hizo dar la situación más ventajosa. En la vertical las ramas cortadas en punta no hubieran punzado como, dice sucedió a los que entraban en esta abatida: qui tetraverant se ipti artissmis ramis induebant. Hizo, pues, poner los árboles o ramas gruesas en estos fosos, de suerte que los troncos metidos en la tierra y unidos por abajo el uno al otro, con algunas de las mismas ramas,
presentaban por afuera todas aquellas que tenían cortadas las extremidades formando punta. Los fosos estaban bastante cerca uno de otro para que las ramas de las cinco filas de árboles se entrelazasen. César no dice si la tierra sacada de los fosos se echó sobre los troncos, pero es casi creíble, porque el relleno debía añadir solidez a la obra. 
Esta formidable abatida aún no le satisfizo: hizo cavar delante, a dos pies, ocho pulgadas y nueve líneas una de otra, ocho filas de hoyos profundos de dos pies, ocho pulgadas y nueve líneas, dispuestos alternativamente y un poco más estrechos por abajo que por arriba; puso en ellos estacas gruesas como el muslo, quemadas y puntiagudas por el extremo superior, el cual salía, cuatro dedos de la superficie de la tierra, e hizo apisonar esta desde la base de los hoyos para afirmarlas, cubriéndolas después con algunas ramas y zarzas. Estas precauciones le habrían bastado a otro general; pero los grandes Capitanes conocen las ventajas de multiplicar las defensas: así César hizo clavar en tierra delante de estas estacas palos puntiagudos de diez pulgadas y once líneas de largo, guarnecidos de ganchos de hierro, dispersos hacia todas partes y colocados a poca distancia el uno del otro.
Una abatida tan sólida, precedida de tantos obstáculos y colocada delante de un buen parapeto, rodeada de un foso ancho y profundo era impenetrable. Los antiguos hacían mucho uso de las abatidas. Los voleos, luego de que supieran que el gran Camilo mandaba el ejército romano, se cubrieron con un atrincheramiento y fortificaron la inmediación con una abatida. Por el mismo medio el general sagnita Cayo Poncio cerró la salida de las horcas Claudianas al ejército romano, mandado por Tito Veturio Calvino y Expurio Posthumio. Germánico, habiendo pasado la floresta Casia en Germania, cubrió el frente y la retaguardia de su campo con un atrincheramiento y sus flancos con abatidas. Los bretones solían usarlas en sus tierras llenas de bosques; pero los griegos las empleaban rara vez. No fue, pues, una abatida sino una especie de empalizada con la que Arquidamo rodeó a Platea. Esta es la significación de la palabra griega - XifiítrUifara , que Ablancourt ha explicado bien con el nombre de palizada. Se encuentra una mención a la abatida en la historia Griega de Xenofonte (Paris fol. 1626, lib.6, pag. 108 C). Dice este autor:

Luego de que los Tebanos camparan, cortaban todos los árboles que podían y los colocaban delante de su frente y se resguardaban de este modo.

Filipo, rey de Macedonia, empleó abatidas contra el cónsul Sulpicio, para impedirle penetrar en la Eorda.

## La abatida entre los modernos
Los modernos no han despreciado su uso. Pero aquellas con que Mercy se cubrió en Friburgo y cerca de Ensheiím, costaron la vida a un gran número de franceses. Esta especie de atrincheramiento daba una gran ventaja al que se defendía cuando solo se empleaban armas de mano; pero la invención de la artillería le hizo perder una gran parte de su resistencia: y si Polard hace tanto elogio de las abatidas es porque se obstinó en mirar al cañón como a una arma de poca importancia. Los modernos, dice, no conocen como los antiguos, la fuerza y el mérito de las abatidas. Pero en verdad que no es por ignorancia de los modernos el que hagan menos uso de las abatidas; sino porque son unas defensas menos fuertes para ellos que para los antiguos. Los proyectiles de estos eran de mucha magnitud, fáciles de separar de su dirección y hallaban en las ramas de los árboles una infinidad de obstáculos que no podían apenas penetrar. Nuestras balas son menores y encuentran de consiguiente más fácil paso. Arrojadas por el cañón con violencia y en gran cantidad destruyen una abatida en poco tiempo pues lucen prontamente grandes agujeros y le quitan su mayor ventaja que consiste en la unión de los árboles y en el enlace impenetrable de sus ramas, mientras que los troncos están unidos. Así el aumento de la artillería ha disminuido también la fuerza de las abatidas y para conservársela cuanto sea posible, es necesario poner los troncos de los árboles unos sobre otros, paralelamente al frente de las tropas; pero esta disposición que defendería mejor del fuego de los que atacan solo es practicable cuando hay un pequeño espacio que cerrar y muchos árboles, y aun en este caso la bala los trastornará pronto. Los pedazos de las ramas que se rompen y con que la bala, por decirlo así, se arma y hiere a la tropa contra quien se dirige, producen un efecto muy dañino. Para guardarse de él se cortan las ramas y amontonan los troncos unos sobre otros, paralelamente a su frente, como lo hicieron los franceses en la defensa del fuerte de San Jorge en Canadá contra los ingleses.
El fuego de la artillería, superior a todo atrincheramiento, lo es más a la abatida. Y aun aquel no conserva sus ventajas sino en los lugares casi inaccesibles al cañón, tales como los escarpados, las gargantas elevadas de altas montañas, o algunas partes entrantes protegidas por una numerosa artillería. Se colocarán ventajosamente las abatidas sobre la pendiente de una colina un poco escarpada que no esté dominada por otras tan inmediatas que el cañón enemigo las pueda hacer daño; pues aun en el caso de que la pendiente fuese accesible a la artillería, el erecto de esta sería menor que en una llanura y especialmente, si se construye el atrincheramiento con un buen foso detrás de la abatida. Pero si se hiciesen en el llano dos o más atrincheramientos los unos detrás de los otros y que el uno haya de ser abatida, es necesario que esta sea el último y el más distante del enemigo y de su artillería a fin de que no le sirva de defensa si llega a apoderarse de él y de que las balas no hagan saltar los astillazos en los atrincheramientos posteriores. Pues colocando la abatida detrás, se logra esta ventaja y el enemigo después de hecho dueño de los primeros atrincheramientos, se ve obligado a abrir paso por ellos para su artillería, si es que la resistencia la hace necesaria. Estos obstáculos multiplicados, dan tiempo y medios para hacer más larga defensa. 
Cuando se construyen dos o más abatidas una detrás de otra, es necesario que disten entre sí tres toesas, a fin de que si el enemigo pone fuego a la primera, no se comunique a las siguientes. Folard dice que los sauces son los árboles más apropiados para hacer abatidas porque sus ramas flexibles, cediendo al golpe, se hacen más difíciles de cortar; y como tienen muchas y muy unidas, es imposible pasar por entre ellas o separarlas.

## Ataque de la abatida
Después de haber empleado los principios generales del ataque se hará uso de tres medios que pueden abrir o arrasar esta especie de atrincheramiento, es a saber, el cañón, el fuego o la hacha.
Si hay artillería es necesario tirar al principio a bala rasa para romper las ramas más gruesas, que llevarán consigo otras muchas chichas; como también para trastornar y desunir los troncos y después, al acercarse, tirar a cartucho para ahuyentar las tropas que defienden la abatida, y que están ya entonces más a descubierto.
Solo se batirá de este modo la parte más débil en un espacio de quince a veinte toesas poco más o menos, por cada punto de ataque, a fin de que la brecha se haga con más prontitud y mejor. Y para inquietar al enemigo en los demás ejes, bastará emplear algunas otras piezas. Siendo la brecha suficiente, marcharán con prontitud en columna los asaltantes y al mismo tiempo la artillería apostada sobre las alas hará un gran fuego contra los otros puntos y también algunas piezas tirarán a la brecha, mientras que puedan hacerlo sin riesgo de la tropa que marcha, para ahuyentar a la que quiera defenderla. Se deben colocar con la artillería algunas tropas formadas en batalla, para que hagan un fuego vivísimo y tanto mayor será su número, cuanto sea menor el de los cañones. La cabeza de la columna irá provista de sables y hachas para cortar las ramas que no hubiere roto la artillería luego que entre, se conducirá como al ataque de otro cualquier atrincheramiento. 
También se puede incendiar la abatida con balas. Este ataque con el cañón es el menos peligroso y más seguro: pero no siempre se proporciona, porque no es fácil conducir a todas partes la artillería. Así si falta esta o si la abatida estuviere sobre una eminencia escarpada, adonde aquella no pueda ir o en donde sería de poco efecto, es necesario recurrir al fuego. Para esto se tendrán fajinas bien secas embreadas si se puede, y en gran número; y los soldados que las conduzcan las encenderán por una punta y las llevarán rectas delante de sí para defenderse de las balas del enemigo; y para este ataque la tropa debe ir en batalla. Si se pudiese dar faginas a todos los soldados, marcharán unidos hasta el atrincheramiento: las arrojarán en medio de las ramas y harán inmediatamente el fuego más vivo que pudieren, hasta que el de las faginas se haya comunicado a los árboles y entonces retrocederán a la distancia necesaria para no ser incomodados.
Si no hubiere más faginas que para la primera fila, podrá destacarse sola a doscientos pasos poco más o menos y retirarse prontamente des, pues que las haya arrojado. Las filas siguientes, habiendo hecho alto a la misma distancia, estarán prontas a romper su fuego así que la primera se las reunía y con sus descargas impedirán al enemigo de apagar las faginas incendiadas. También se puede poner fuego a muchos puntos de la abatida con pelotones que saldrán de la línea y volverán a ella con prontitud, entre tanto que las otras tropas, haciendo alto a doscientos pasos , tiraran contra el enemigo. Es muy conveniente, si fuese posible, lograr la ventaja del viento a fin de que avive el incendio y de que la llama y el humo, vayan contra los que defienden la abatida.
Así lo practicó el dictador Camilo en el monte Marcio, donde los latinos y los voleos tenían encerrado un ejército romano. La guerra contra los galos había acabado con lo escogido de la juventud de Roma y esta misma capital se hallaba consternada; pero el Dictador no se intimida; junta con presteza el resto de los jóvenes ciudadanos y une con ellos a los de más edad, que podían aun tomar las armas; marcha hacia Lanubium, cerca el monte Marcio , sin saberlo los enemigos, se presenta de repente a la retaguardia de su campo. Los voleos admirados de ver salir un ejército (por decirlo así) de las cenizas de Roma y asustados del nombre solo de Camilo se retiraron a su campo y le fortificaron con abatidas y empalizadas. Un gran número de fuegos que hizo encender el Dictador anunciaron al ejército cucerrado su llegada y le dieron espíritu y deseo de combatir. Los voleos, temiendo un ataque doble, no tenían otra esperanza que los etruscos. Camilo, para evitar que su socorro no le pusiese en una situación semejante a la de sus enemigos, no dilató el ataque. Habiendo pues observado que al salir el sol soplaba un gran viento del lado de las montañas, hizo preparar muchos materiales inflamables, salió de su campo con todas sus fuerzas al amanecer y envió una parte de ellas a atacar por un lado los atrincheramientos de los voleos, dándolas orden de que solo hiciesen uso de las flechas; y él mismo conduciendo en persona las que debían poner fuego a la abatida por aquella parte de donde el viento acostumbraba venir, aguardó el instante favorable. El otro ataque había ya comenzado cuando el sol y el viento saliendo a un mismo tiempo. Camilo hizo dar la señal. Una lluvia de materias inflamables cayó al instante sobre la abatida y un humo denso llevado por el viento contra el enemigo, le ocultó los objetos. Bien presto las llamas devorando todo el atrincheramiento, ahuyentaron los defensores y abrasaron hasta su campo. Los voleos, rodeados de fuego y de enemigos, intentaron inútilmente abrirse paso: perecieron casi todos al hierro o al fuego, y los que no quedaron en poder del vencedor.
Si no se pudiese emplear el cañón, ni el fuego es necesario poner su confianza en el hierro y en el valor. Cuando uno llega al pie de un parapeto de tierra o de piedra, ya no es visto del enemigo y se puede zapar o romper, pero aquí es al contrario; pues el atrincheramiento da mil pasos a la vista y a los tiros del enemigo y éste no puede ser abordado, sino cortando los árboles bajo de su fuego. Así estas ventajas no se le quitan a menos de una resolución superior a la suya.
La disposición para el ataque debe ser según la extensión de la abatida, en una o más columnas, armadas sus primeras tropas de hachas. Se pondrán sobre las alas de la columna o entre ellas, si hay muchas, algunas tropas en batalla sobre poco fondo pues aunque su fuego sea siempre inferior al del enemigo, podrá distraerle e impedirle de llevar sus principales fuerzas a los parajes en donde se quiere hacer brecha y penetrar. No será inútil el armar de faginas la cabeza de la columna, pues esta especie de escudo defenderá de muchos tiros, y conservara algunos de los soldados más bravos: y el mayor peligro está en el abordaje primero del ataque. Hecha la abertura, las primeras tropas que penetren deben asaltar con la hacha en la mano a aquellos que se mantengan firmes a su frente y las siguientes ensancharán la brecha, cortando las ataduras de los árboles y arrojando los troncos fuera de la línea. El resto de la columna se avanzara cuanto antes y caerá sobre el flanco de las tropas que guarnecen la abatida. Al mismo tiempo las que se han puesto en batalla para hacer fuego, marcharán con viveza, llevando la primera fila el hacha en la mano, a fin de imponer terror al enemigo y de cortar y penetrar por donde pueda, para unirse con las que están ya dentro. He dicho que este ataque era peligroso y pedía mucha resolución; pero no hay necesidad de exagerarlo; antes bien se debe convenir en que el valor quita la mitad del riesgo: que la cabeza de la coluna solo está expuesta al fuego directo de un frente igual al suyo: que este fuego dirigido por hombres que se ven precisados a buscar al través de este cúmulo de ramas un paso libre a su vista y a sus tiros, es muy incierto, que la turbación y la precipitación aumenta continuamente su incertidumbre y que dan más balas en las ramas que en los asaltantes. Esto es necesario hacérselo entender bien al soldado y persuadirlo antes del ataque a fin de que marche con aquella audacia que vence todos los obstáculos.

## Defensa de la abatida
La defensa de la abatida se puede realizar disponiendo una tropa en columna detrás de cada paraje asaltado, que luego que estuviese hecha la brecha, cargase antes de ser atacada y en lugar de limitarse a impedir la entrada del enemigo, tentase la salida, pues hallaría la cabeza de la columna enemiga en desorden, la trastornaría fácilmente sobre el resto; la intimidaría con su ataque brusco e inopinado; y es verosímil que conseguiría el disiparla. Si las tropas en batalla, destinadas a hacer fuego sobre el resto de la abatida, se hubiese avanzado , se verían precisadas a retirarse, de miedo de ser cogidas en flanco; y si esperasen la carga, su derrota sería cierta. Pero si el enemigo penetra en la abatida, toda la esperanza está en las reservas y este recurso pertenece a la defensa general y común a todas las especies de atrincheramientos.
Sí el enemigo emprende el ataque por la vía de fuego y éste no está excitado por el viento o no prende con rapidez, se puede intentar el apagarle, arrojando encima mucha tierra , que ha de estar prevenida, como también un número suficiente de gastadores con palas. Y aunque se abrase la abatida, no está todo perdido con tal que las tropas no sean demasiado inferiores; pues entonces la ventaja es igual entre los dos, porque hasta que los árboles se conviertan en cenizas, una barrera insuperable os separa. Así es necesario retirarse a alguna distancia, y esperar el fin del incendio. Entonces se da la elección o de aguardar al enemigo o de marchar a él; mas el que pasare por las ruinas, que estarán aun ahumando y ardiendo, no lo hará sin algún desorden; y así su contrario debe aprovecharse de esta ocasión para cargarle habiendo dado de antemano disposiciones a este fin con relación al terreno y a la especie de tropas, tanto de infantería como de caballería. Si se fuese inferior en número o que otras razones del tiempo, del lugar y de las circunstancias, obliguen a retirarse: la barrera de fuego da un poco de tiempo para avanzar.
Cuando el enemigo emplee la artillería para hacer brecha, no tenéis medio alguno de libertaros. Abierta aquella, si intenta entrar en columna, no podéis resistirle de otro modo que oponiéndole otra columna o alguna artillería que vuestras tropas ocultarán y descubrirán de repente y que es necesario sostener con infantería, colocada detrás en los flancos para que haga fuego sobre la brecha al mismo tiempo que la artillería. Si os faltare esta, es preciso , oponiendo columna a columna, poner a derecha e izquierda de la entrada , dos tropas que carguen en flanco la columna enemiga, al mismo tiempo que la vuestra lo ejecuta de frente. Estos tres ataques hechos con resolución y bien a tiempo, es difícil que el enemigo lo resista; pero para que esta operación tenga buen suceso, es necesario haber ejercitado allí al soldado y acordarle, antes de la ejecución, lo que le habéis enseñado, pues si comprende vuestro objeto y el suyo, obrará sin duda con mucho más espíritu.
En la guerra de 1778, entre el Emperador y el Rey de Prusia, los austríacos resueltos a la defensiva, hicieron un gran uso de las abatidas pero a pesar de la ponderada excelencia de este atrincheramiento, fueron las más veces forzados y sobre todo en los pequeños puestos; bien que lo mismo ha sucedido a los prusianos. Los austríacos se habían atrincherado con abatidas en el lugar de Jacgerndorff: el teniente coronel prusiano Troschke, atacado por ellos en las cercanías de este lugar, los persiguió, y se apoderó de las abatidas, no obstante el fuego del cañón y de la fusilería. El mayor prusiano Delpon tomó cerca de Bransdorfi, una abatida , guardada por trescientos austriacos y la quemó. El príncipe heredero de Brunswich, habiendo hecho atacar a Bransdorff, Olversdorff, Marsnig y Lichten defendidos por abatidas, estos puestos fueron tomados y las abatidas quemadas y arrasadas. Los prusianos las forzaron también en el puente de Barras-Einsidel. Un destacamento austríaco, habiendo marchado de noche contra un puesto defendido por una abatida sobre el Joannisberg, se apoderó de ella sin gran pérdida. 